# Thomas Lacombre
Pas d'image ? Cliquez ici

a Compétitions nationales et continentales officielles uniquement.

b Matchs officiels uniquement.
Dernière mise à jour le 21 avril 2025.
Thomas Lacombre, né le 14 juillet 2004 à Toulouse (Haute-Garonne), est un joueur français de rugby à XV jouant au poste de talonneur au Stade toulousain.
Il remporte le Championnat de France en 2025 avec le Stade toulousain.

## Biographie

### Jeunesse et formation
Thomas Lacombre naît à Toulouse dans une famille aimant le rugby à XV. En effet, son grand-père, commentait à la radio les matchs du Saint-Girons SC et son père, Philippe, était pilier à l'US Montauban et capitaine de l'équipe de France militaire,. Durant sa jeunesse, Thomas Lacombre déménage en Ariège, où il commence à jouer au rugby à XV. Il joue d'abord au Club athlétique pratéen, club de la commune de Prat-Bonrepaux, au poste de troisième ligne. Il poursuit son parcours au Saint-Girons SC où il est repéré par Émile Ntamack et le Stade toulousain. En 2019, il rejoint alors le club toulousain en cadets Alamercery en double licence, lui permettant de jouer pour les clubs du Saint-Girons SC et du Stade toulousain. C'est dans ce nouveau club qu'il est repositionné au poste de talonneur. En 2022-2023, il prend notamment part à deux rencontres de Fédérale 2 avec son club ariégeois.

### Titres avec les espoirs du Stade toulousain et lesBleuets(2023-2024)
Au mois de janvier 2023, il est sélectionné pour la première fois en équipe de France des moins de 20 ans par Sébastien Calvet pour participer au Tournoi des Six Nations. Il joue tous les matchs de cette compétition qui voit les Bleuets terminer à la deuxième place derrière l'Irlande qui réalise le Grand Chelem,. Au mois de juin suivant, il est rappelé en sélection pour le Championnat du monde junior. Alors qu'il est le troisième talonneur dans la hiérarchie pour cette compétition, derrière Pierre Jouvin et Barnabé Massa, ce dernier est suspendu ce qui lui permet de jouer plus souvent. Il devient donc le remplaçant de Jouvin pour la demi-finale et la finale remportée 50 à 14 face à l'Irlande, le 14 juillet, date de la fête nationale et de son anniversaire. Dans le même temps, il atteint la finale du Championnat de France espoirs avec le Stade toulousain et affronte l'Union Bordeaux Bègles. Lacombre remplace Ian Boubila en cours de partie et Toulouse s'impose 43 à 7 ,.
L'année suivante, il joue à nouveau la finale du Championnat de France espoirs, cette fois remportée 26 à 15 contre le Castres olympique. Titulaire en première ligne avec Benjamin Bertrand et Malachi Hawkes, il marque un essai durant cette rencontre,. Il remporte ainsi cette compétition pour la seconde fois de sa carrière. Ensuite, il est de nouveau appelé en sélection nationale pour le Championnat du monde junior. Il est titulaire lors d'un match de poule face au pays de Galles et inscrit un essai dans une victoire 29 à 11, qualifiant les Français en demi-finale de la compétition. Puis, après une victoire 55 à 31 contre la Nouvelle-Zélande, la France retrouve la finale. Il entre en jeu à la place de Massa durant la finale perdue 21 à 13 contre l'Angleterre.

### Débuts professionnels (depuis 2024)
Avant le début de la saison 2024-2025, Thomas Lacombre signe un contrat mixte (espoirs puis professionnel), lui permettant de rester au Stade toulousain jusqu'en 2028. Il est alors le quatrième choix au poste de talonneur à Toulouse, derrière Julien Marchand, Peato Mauvaka et Guillaume Cramont. Il fait ensuite ses débuts professionnels avec le club toulousain à l'âge de 20 ans, lors de la neuvième journée de Top 14 contre l'Aviron bayonnais,. Il profite ensuite des absences de Marchand et Mauvaka, partis avec l'équipe de France, pour obtenir du temps de jeu, en doublure de Cramont. Il obtient ensuite ses premières titularisations après une blessure de Cramont et progresse beaucoup,. Il marque le premier essai de sa carrière en mars 2025, lors de la dix-huitième journée de championnat, participant à la large victoire des siens sur le score de 63 à 21 face au RC Vannes. Au cours de cette saison, il réalise des performances très remarquées, faisant de lui un joueur à très fort potentiel,,.

## Palmarès

### En club
- Stade toulousain
  - Vainqueur du Championnat de France espoirs en 2023 et 2024.
  - Vainqueur du Championnat de France en 2025[N 1]

### En équipe nationale
- France -20
  - Vainqueur du Championnat du monde junior en 2023.
  - Finaliste du Championnat du monde junior en 2024.